# Guilty Pleasure
Guilty Pleasure – drugi album studyjny wydany przez amerykańską wokalistkę pop Ashley Tisdale dnia 11 czerwca 2009 w Hiszpanii nakładem wytwórni Warner Music. Album promował singel "It’s Alright, It’s OK" wydany w kwietniu 2009. Drugim singlem została piosenka Crank It Up. Album zadebiutował na 12. miejscu listy Billboard 200. Sprzedał się w 25.000 egzemplarzy w pierwszym tygodniu. Album został wybrany jako siódmy najlepszy album roku 2009 i obecnej dekady przez czytelników Billboard.

## Informacje o albumie
W kwietniu 2008 roku, w jednym z wywiadów Tisdale wyznała, iż rozpoczęła prace nad albumem nagrywając kilka piosenek, zaś całkowicie skupi się na pracy w studiu po zdjęciach do filmu High School Musical 3. Wokalistka przyznała także, że utwory zawierać będą przekaz, z którym każdy może się identyfikować. Jednocześnie artystka stwierdziła, iż materiał zawarty na wydawnictwie zerwie z powszechną opinią na jej temat, a styl muzyczny prezentowany na krążku ulegnie zmianie na bardziej dojrzalszy w porównaniu z debiutanckim albumem. W tej samej rozmowie Ashley wyjawiła tytuł zapowiadanego wydawnictwa, zaś inspirację do takiegoż nazwania płyty zaczerpnęła ze swoich zakazanych pragnień. Tisdale wyjawiła również wzorce artystyczne, na jakich opierała się podczas produkcji do których należą Katy Perry oraz Pat Benatar.

"Nad krążkiem pracowałam przez rok i jest on zupełnie inny od poprzedniego. Tworzenie debiutanckiego wydawnictwa to tak naprawdę odkrywanie siebie - musiałam się dowiedzieć jaka jestem, mimo że wiedziałam iż chcę stworzyć album w stylistyce pop i R&B. W przypadku Guilty Pleasure sięgnęłam po inspirację od artystów rockowych. Obecnie mam dwadzieścia trzy lata, dorastam i chciałabym stworzyć coś dojrzalszego, zrywającego z dotychczasowym wizerunkiem. Rozpoczynam ukazanie siebie od wewnątrz takiej, jakiej ludzie mnie nie znają".

Jeden z pracowników wytwórni Warner Music przyznał, iż wizerunek artystki ulegnie zmianie i będzie prezentowany stopniowo, początkowo poprzez zmianę wyglądu oficjalnej strony internetowej wokalistki, potem poprzez ukazanie okładki krążka, a na końcu muzyki. Potwierdził również, że sieć supermarketów Wal-Mart udostępni specjalną edycję wydawnictwa wzbogaconą o utwory bonusowe.
Tisdale wyjaśniła koncepcję niektórych utworów umieszczonych na krążku - "piosenka "Hot Mess" opowiada o spędzaniu czasu z niegrzecznym mężczyzną, który uwielbia motory i sprawia, że życie staje się bardziej interesujące". Inna kompozycja "How Do You Love Someone" porusza problem dziewczyny, która musi uporać się z faktem rozstania rodziców". Wokalistka współstworzyła kilka utworów, w tym między innymi "What If" - balladę, która powstała przy okazji współpracy Ashley z Karą DioGuari. Tisdale w jednym z wywiadów stwierdziła, iż jest to najbardziej osobista kompozycja, która opowiada o związku, w którym dziewczyna zadaje sobie pytanie 'skoro tak bardzo Cię potrzebuję, dlaczego nie możesz być przy mnie?'.

## Recenzje
Album zyskał zróżnicowane recenzje profesjonalnych krytyków muzycznych. Recenzent AllMusic stwierdził, że "Tisdale w brzmieniach oparła się o pozostałe gwiazdy pop obecnie działające na scenie muzycznej" wydając pozytywną opinię na temat wydawnictwa. Portal Digital Spy wyznał, iż "album stanowczo zerwał z dotychczasowym wizerunkiem artystki porównywalnym z bohaterką, jaką odgrywała w filmie High School Musical" niejednokrotnie chwaląc krążek. Entertainment Weekly zarzucił wokalistce zbyt mocne skoncentrowanie się na brzmieniach pop rockowych porównując ją do szesnastoletniej Miley Cyrus, zastrzegając, iż materiał zawarty na krążku jest lepszy od tego prezentowanego przez Cyrus, kończąc recenzję słowami, że krążek "nie sprawia zbyt dużej przyjemności".

## Promocja
W marcu 2009 roku Ashley Tisdale wyruszyła w promocyjną trasę koncertową po krajach europejskich, śpiewając w Wielkiej Brytanii, we Francji, w Niemczech, we Włoszech oraz w Hiszpanii. Radiową promocję Guilty Pleasure artystka rozpoczęła w maju 2009, tego samego miesiąca prezentując kilka utworów z krążka na festiwalu 2009 KISS Concert. By promować singel Tisdale wystąpiła w kilku programach telewizyjnych wykonując piosenkę, między innymi w niemieckiej wersji programu Załóż się oraz Good Morning America. Wokalistka wzięła również udział w kilku koncertowych przedsięwzięciach promocyjnych AOL Sessions i Walmart Soundcheck. Amerykańska witryna iTunes w ramach promocji ustanowiła odliczanie, publikując przed datą premiery albumu poszczególne utwory z krążka.

### Single
- Głównym singlem promującym album stała się kompozycja "It’s Alright, It’s OK" wydana dnia 14 kwietnia 2009 w Stanach Zjednoczonych[6]. Utwór zadebiutował na pozycji #99 notowania Billboard Hot 100, następnego tygodnia opuszczając zestawienie czyniąc z piosenki najgorzej sprzedającym się oficjalnym singlem wydanym przez wokalistkę[21]. Na oficjalnych europejskich listach przebojów kompozycja zyskała sukces zajmując głównie miejsca w Top 40 notowań[21]. Do singla nagrany został teledysk, reżyserowany przez Scotta Speera[22]. Klip prezentuje zemstę artystki na swoim byłym chłopaku.
- Piosenka "Crank It Up" została drugim europejskim singlem promującym album. Została nagrana została wspólnie z Daaid'em Jassy. Jej producentami są Niclas Molinder, Joacim Persson, Johan Alkenäs, David Jassy.
- Trzeci singiel został zaoferowany Tisdale, ale z powodu braku czasu na jego promocję, odmówiła.

## Lista utworów
1. "Acting Out" (Ashley Tisdale, Niclas Molinder, Joacim Persson, Johan Alkenäs, Steve McMorran, David Jassy) – 3:47
2. "It’s Alright, It’s OK" (Niclas Molinder, Joacim Persson, David Jassy, Johan Alkenäs) – 2:59
3. "Masquerade" (Leah Haywood, Daniel James, Shelly Peiken) – 2:56
4. "Overrated" (Ashley Tisdale, Niclas Molinder, Joacim Persson, Johan Alkenäs, Charlie Masson) – 3:40
5. "Hot Mess" (Oak, Heather Bright) – 3:26
6. "How Do You Love Someone" (Billy Steinberg, Josh Alexander, Alaina Beaton) – 3:28
7. "Tell Me Lies" (J. Cates, Emanuel Kiriakou, Frankie Storm) – 3:38
8. "What If" (Ashley Tisdale, Kara DioGuardi, Niclas Molinder, Joacim Persson, Nick Paul, Johan Alkenäs) – 4:23
9. "Erase and Rewind" (Niclas Molinder, Joacim Persson, Johan Fransson, Tim Larsson, Tobias Lundgren) – 3:25
10. "Hair" (Warren Felder, Andrew "Papa Justifi" Wansel, Chasity Nwagbara) – 3:10
11. "Delete You" (Diane Warren) – 3:33
12. "Me Without You" (Ashley Tisdale, Lindsay Robins, Toby Gad) – 4:09
13. "Crank It Up" (Niclas Molinder, Joacim Persson, Johan Alkenäs, David Jassy) – 3:01
14. "Switch" (K. Akhurst, Vince Pizzinga) – 3:39

### Materiały bonusowe
Edycja limitowana
1. "I'm Back" (Lars Halvor Jensen, Dicky "Obi" Klein, Johannes "Josh" Joergensen, Frankie Storm) – 3:31
2. "Whatcha Waiting For" (Ashley Tisdale, Niclas Molinder, Joacim Persson, David Jassy, Johan Alkenäs) – 3:09
3. "Time's Up" (Ograniczona ilość) (Katy Perry, Lauren Christy, Graham Edwards, Scott Spock) – 3:24

Utwory bonusowe iTunes
1. "Time's Up" (Katy Perry, Lauren Christy, Graham Edwards, Scott Spock) – 3:24
2. "Blame It On The Beat" (Adam Anders, Nicole Hassman, Peer Astrom) – 3:28
3. "It’s Alright, It’s OK" (Jason Nevins Radio Remix) – 3:13

Edycja japońska
1. "Guilty Pleasure" (Joy Lynn Strand, Adam Longlands, Lauren Christy, Scott Spock) – 3:18
2. "It’s Alright, It’s OK" (Videoclip) – 3:15

Ekskluzywna edycja Wal-Mart
- Zawiera dwa ekskluzywne utwory bonusowe dostępne za pośrednictwem witryny internetowej sklepu[26].

## Pozycje na listach
| Lista sprzedaży (2009)         | Najwyższa pozycja |
| ------------------------------ | ----------------- |
| Austria Albums Chart           | 7                 |
| Chile Albums Chart             | 2                 |
| Kanada Albums Chart            | 15                |
| Europa Top 100 Albums          | 21                |
| Niemcy Albums Chart            | 9                 |
| Argentyna Top 20 Albums        | 14                |
| Irlandia Albums Chart          | 30                |
| Włochy Albums Chart            | 51                |
| Meksyk Albums Chart            | 59                |
| Nowa Zelandia Albums Chart     | 27                |
| Hiszpania Albums Chart         | 9                 |
| Szwecja Albums Chart           | 13                |
| UK Albums Chart                | 130               |
| Turcja Albums Chart            | 5                 |
| U.S. Billboard 200             | 12                |
| Billboard Digital Albums       | 5                 |
| Billboard Comprehensive Albums | 16                |

## Daty wydania
| Państwo           | Data            | Wytwórnia    | Format    |
| ----------------- | --------------- | ------------ | --------- |
| Hiszpania         | 11 czerwca 2009 | Warner Music | CD        |
| Niemcy            | 12 czerwca 2009 | Warner Music | CD/CD+DVD |
| Włochy            | 12 czerwca 2009 | Warner Music | CD        |
| Wielka Brytania   | 15 czerwca 2009 | Warner Music | CD        |
| Dania             | 15 czerwca 2009 | Warner Music | CD        |
| Nowa Zelandia     | 6 lipca 2009    | Warner Music | CD        |
| Japonia           | 8 lipca 2009    | Warner Music | CD        |
| Kanada            | 28 lipca 2009   | Warner Music | CD        |
| Stany Zjednoczone | 28 lipca 2009   | Warner Music | CD+DVD    |